# 17 Persei
17 Persei, som är stjärnans Flamsteed-beteckning, är en ensam stjärna belägen i den södra delen av stjärnbilden Perseus. Den har en genomsnittlig skenbar magnitud på ca 4,56 och är svagt synlig för blotta ögat där ljusföroreningar ej förekommer. Baserat på parallax enligt Gaia Data Release 2 på ca 8,5 mas, beräknas den befinna sig på ett avstånd på ca 390 ljusår (ca 118 parsek) från solen. Den rör sig bort från solen med en heliocentrisk radialhastighet av ca 13 km/s.

## Egenskaper
17 Persei är orange till gul jättestjärna av spektralklass K5+ III, som har förbrukat förrådet av väte i dess kärna och nu utvecklas bort från huvudserien. Den har en massa som är ca 1,3 solmassor, en radie som är ca 52 solradier och utsänder ca 550 gånger mera energi än solen från dess fotosfär vid en effektiv temperatur på ca 4 000 K.
17 Persei är en misstänkt variabel stjärna (VAR), som har visuell magnitud +4,56 och varierar i amplitud med 0,012 magnituder och en period av 4,42968 dygn.